# Sampsa Timoska
Sampsa Timoska est un footballeur finlandais, né le 12 février 1979 à Kokemäki en Finlande. Il évolue comme arrière gauche.

## Palmarès
MyPa-47
- Championnat de Finlande
  - Champion (1) : 2005
- Coupe de Finlande
  - Vainqueur (1) : 2004